# Янус фон Эберштедт, Готфрид Лебрехт
Готфрид-Лебрехт Янус фон Эберштедт (нем. Lebrecht Gottfried Jahnus von Eberstädt; 1660 — 1718) — русский и саконский военачальник. Генерал-поручик (генерал-лейтенант) русской службы (1711), саксонский генерал от кавалерии (1717). 

## Биография
Родился в 1760 году в Тюрингии. Сын гофмейстера саксонского двора. Выходец из нетитулованного дворянского рода Янус фон Эберштедт (фон Янус цу Эберштедт; в дальнейшем претендовал на баронский титул без особых на то оснований).
Служил в армиях различных государств Германии. В 1690-х годах сражался с турками в составе контингента, который был прислан в помощь австрийцам государством Бранденбург-Ансбах. В ходе Войны за испанское наследство фон Эберштдет принимал участие в боевых действиях в составе бранденбург-ансбахского контингента. Под командованием фельдмаршала графа Лимбург-Штирума он участвовал в боях против войск Максимилиана II (курфюрста Баварии) в Верхнем Пфальце,  например, в битве при Шмидмюлене 28 марта 1703 года, где был смертельно ранен фельдмаршал-лейтенант австрийской службы маркграф Георг Фридрих II Бранденбург-Ансбахский. В качестве самостоятельного командира он одержал победу над баварскими войсками в битве при Кроттензее 24 мая 1703 года.
В 1709 году фон Эберштедт поступил на службу к царю Петру Первому. В России он принимал участие в Прутском походе (1711) в качестве командира драгунской дивизии в чине генерал-поручика. После неудачного завершения Прутского похода был уволен Петром Первым с русской службы.

Когда генералы собрались в палатках фельдмаршала, он объявил им, что его царское величество, заключив мир с турками, не имел уже надобности в столь великом числе генералов, что он имел повеление от государя отпустить тех из них, которые по их большому жалованию наиболее были ему тягостны, что он именем его царского величества благодарит их за услуги, ими оказанные, особенно в сей последний поход; потом он раздал абшиды генералам...— Записки бригадира Моро-де-Бразе (касающиеся до турецкого похода 1711 года)
Получив абшид, вернулся в Германию, где поступил на службу тем же чином к саксонскому курфюрсту Августу Сильному. В 1717 году он стал саксонским генералом от кавалерии, губернатором Дрездена и верховным главнокомандующим саксонских крепостей. 
Готфрид-Лебрехт Янус фон Эберштедт скончался в Саксонии в 1718 году в возрасте 50 лет.